# 南京高等院校列表
本表列出南京市境内的高等学校。

## 中央部属高校

### 教育部直属院校
- 南京大学
- 东南大学
- 河海大学
- 南京农业大学
- 中国药科大学

### 工业和信息化部直属院校
- 南京理工大学
- 南京航空航天大学

### 自然资源部国家林业和草原局所属院校
- 南京森林警察学院

### 国家宗教事务局所属院校
- 金陵协和神学院

## 军事院校

### 中央军委联合参谋部直属院校
- 解放军理工大学
- 陆军指挥学院
- 海军指挥学院
- 炮兵学院南京分院
- 解放军国际关系学院

### 中央军委政治工作部直属院校
- 南京政治学院

## 江苏省直属院校
- 南京师范大学
- 南京工业大学
- 南京医科大学
- 南京邮电大学
- 南京林业大学
- 南京财经大学
- 南京中医药大学
- 南京信息工程大学
- 南京审计大学
- 南京艺术学院
- 南京体育学院
- 江苏警官学院
- 南京工程学院
- 南京晓庄学院
- 金陵科技学院

## 江苏省教育厅直属院校和高等职业院校
- 南京工业职业技术大学
- 江苏联合职业技术学院
- 江苏经贸职业技术学院
- 江苏城市职业学院
- 江苏海事职业技术学院
- 南京高等职业技术学校
- 南京铁道职业技术学院
- 南京特殊教育职业技术学院
- 南京视觉艺术职业技术学院
- 南京机电职业技术学院
- 南京交通职业技术学院
- 南京信息职业技术学院
- 南京化工职业技术学院
- 钟山职业技术学院
- 正德职业技术学院
- 培尔职业技术学院
- 应天职业技术学院
- 金肯职业技术学院

## 独立学院
- 南京大学金陵学院
- 东南大学成贤学院
- 南京理工大学紫金学院
- 南京航空航天大学金城学院
- 南京师范大学中北学院
- 南京工业大学浦江学院
- 南京医科大学康达学院
- 南京中医药大学翰林学院
- 南京信息工程大学滨江学院
- 南京邮电大学通达学院
- 南京财经大学红山学院
- 南京审计学院金审学院
- 南京工程学院康尼学院
- 中国传媒大学南广学院

## 其它院校
- 江苏教育学院
- 江苏省广播电视大学
- 江苏省省级机关管理干部学院
- 江苏建康职业学院
- 南京城市职业学院
- 南京人口管理干部学院
- 南京电子工业职工大学
- 南京联合职工大学
- 空军第一职工大学